# Snack Attack
Snack Attack este o companie producătoare și distribuitoare de sandvișuri din România.
Compania a fost înființată în 1999 de doi asociați, Florin Balu și Greig Simon Alastair Benjamin și deține în prezent 17 puncte de vânzare în București și o locație în Ploiești.
În anul 2012 deținea un lanț de 12 localuri.
Principalii competitori ai Snack Attack sunt Gregory's, McDonald's, KFC și Burger King.
Snack Attack a intrat în insolvență în iunie 2009.
La finalul lui 2012 compania a fost preluată de fondul de investiții Global Eye Investment.
Cifra de afaceri:
- 2008: 8,5 milioane euro[4]
- 2007: 6,5 milioane euro[1]